# Андреас Зоммерштайн
Андреас Зоммерштайн (нім. Andreas Sommerstein, теж Zommersteyn) — перший обраний львівський війт згідно з привілеєм, наданим у 1378 році Владиславом Опольським.
У 1386 році разом з братом Йоганном (Яном) Зоммерштайном заложив за містом маєток Sommersteinhof, довкола якого з часом виросло село, яке стали називати Замарстиновом (звідси назва однієї із львівських вулиць — Замарстинівська).